# トリック・オア・トリート

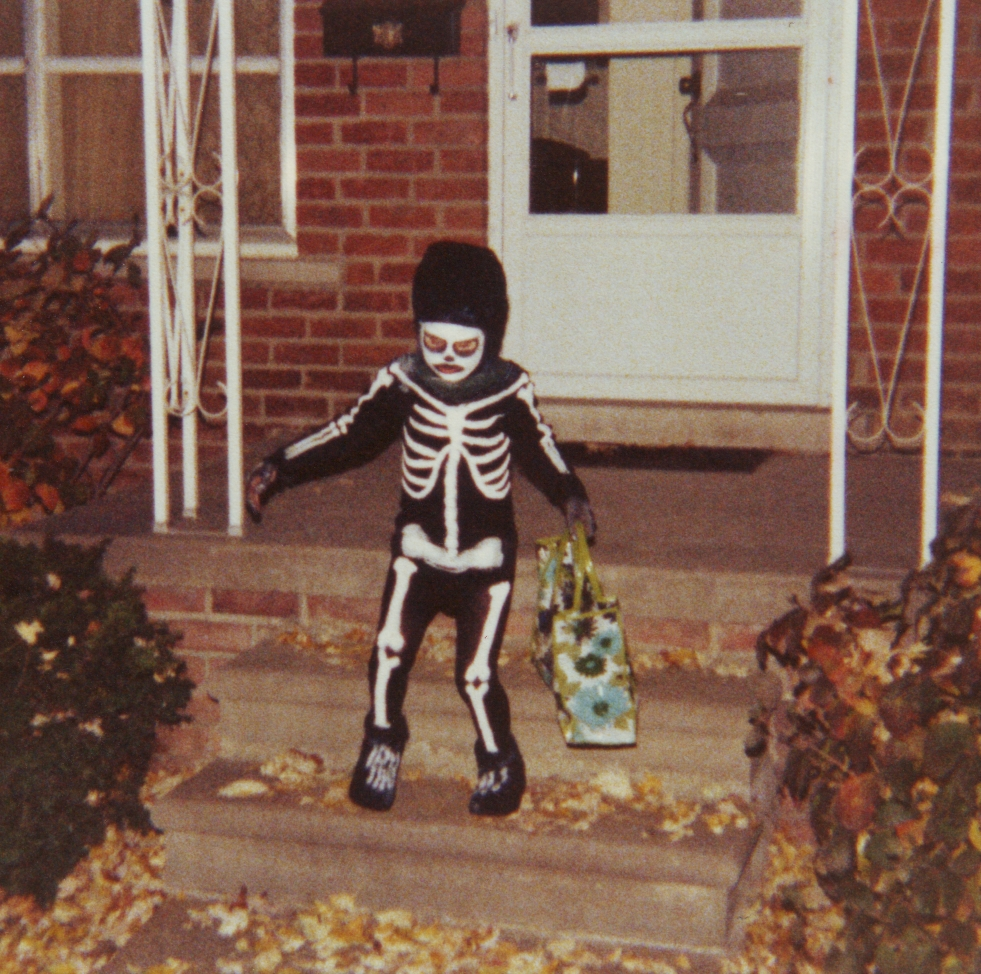
ミシガン州レッドフォード郡区でスケルトンの仮装をしてトリック・オア・トリートをする子供。1979年10月31日。

トリック・オア・トリート（英語: Trick-or-treating）は、いくつかの国で行われているハロウィンの伝統的な風習であり、また、その掛け声である。10月31日の夜にハロウィンの仮装をした人々が家々を回り、「トリック・オア・トリート？（trick or treat?）」と住人に尋ねる。日本では「トリック・オア・トリート」の後に、「お菓子をくれなきゃいたずらしちゃうぞ！」と言う。
「トリック」は、施しを受けられなかったときに住人や所有物に対しいたずらをするという脅しであるが、通常は何もしない。「トリート」は施しで、通常キャンディなどのお菓子であるが、代わりにお金を渡すところもある。
トリック・オア・トリートの起源はスコットランドやアイルランドに遡る。これらの地域では少なくとも16世紀から、ハロウィンに仮装した人々が家々を回り、ちょっとしたパフォーマンスをして食べ物や施しを受ける「ガイジング（guising）」という風習があった。19世紀のスコットランドやアイルランドでは、ハロウィンに仮装した人々が家々を回って、詩を朗読して食べ物を貰い、歓迎されない場合には不幸が訪れると警告したという記録が多く残されている。北アメリカでは、仮装した子供たちが家々を巡り食べ物やお金を貰うガイジングは、1911年のカナダ・オンタリオ州に最も古い記録がある。「トリック・オア・トリート！」の掛け声は同じオンタリオ州で1917年に記録されたのが最初である。スコットランドやアイルランドでは、2000年代にようやく「トリック・オア・トリート」と言うようになった。それまでアイルランドの子供たちは、玄関の前で「ハロウィンパーティを手伝って（help the Halloween party）」と言うのが一般的だった。
トリック・オア・トリートは、イギリスやアイルランド、アメリカ、カナダ、オーストラリアといったアングロスフィアの国々で広く行われている。また、その他の国でも似た風習がある。

## 歴史

### 起源

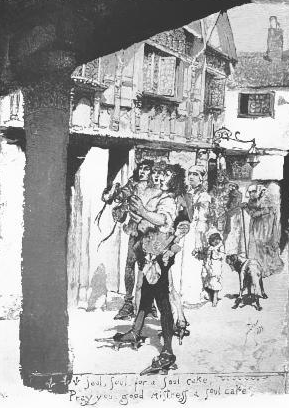
「ソウルケーキ、ソウルケーキ、全てのキリスト教徒の霊魂にソウルケーキのお恵みを」

ハロウィンは冬の始まりを告げる10月31日から11月1日に行われるケルト人の祭り、アイルランド島やスコットランド、マン島におけるサウィン祭、ウェールズやコーンウォール、ブルターニュにおけるカラン・ガーフ祭が起源ともされ、キリスト教布教以前のものと信じられている。9世紀にはカトリック教会が11月1日を諸聖人の日と定めた。ケルト語族の中では、精霊や妖精（エース・シー）、死者の霊魂を食物や飲物を捧げて鎮める時とされており、同様の信仰や風習はヨーロッパの他地域にもみられる。トリック・オア・トリートは、人々が死者の霊魂になりすまし、それらのために供物を受け取るという伝統から発展したとの説がある。S.V.ペドルは、「幸運と引き換えに報酬を要求する、老いた冬の精霊を擬人化したもの」と主張している。精霊や霊魂になりすますことで、それらから身を守ることもできると信じられていた。
15世紀以来、キリスト教徒の間では万聖節の時節（10月31日から11月2日）にソウルケーキを分け合う風習（ソウリング、ソウルケーキング）が行われてきた。人々は家々を訪れ、死者の代理として、または死者の魂への祈りの見返りとして、ソウルケーキを貰った。後には、ハロウィンに家々を巡り、窓の外で「Soul, souls, for a soul-cake; Pray you good mistress, a soul-cake!（ソウル、ソウル、ソウルケーキ。善良な奥様、ソウルケーキのお恵みを！）」などの歌を歌い、ソウルケーキをせがむようになった。ソウリングは、ブリテン島の一部、フランドル、南ドイツ、オーストリアで行われた記録が残っている。ウィリアム・シェイクスピアの喜劇「ヴェローナの二紳士」（1593年）にこの風習が登場し、小姓のスピード（SPEED）が主人を、ハロウィンの物乞いのようにめそめそ泣くと非難している場面がある。イングランド西部、ウェールズ国境付近でソウリングは一般的な風習であった。19世紀イギリスのとある作家によれば、「ファンタスティックな衣装を着た子供の集団が農家や小屋を巡り、歌を歌いながら、「soal-cakes」と呼ばれるケーキ、リンゴ、お金など、善良な人がくれるものなら何でもせがった。」

### ガイジング

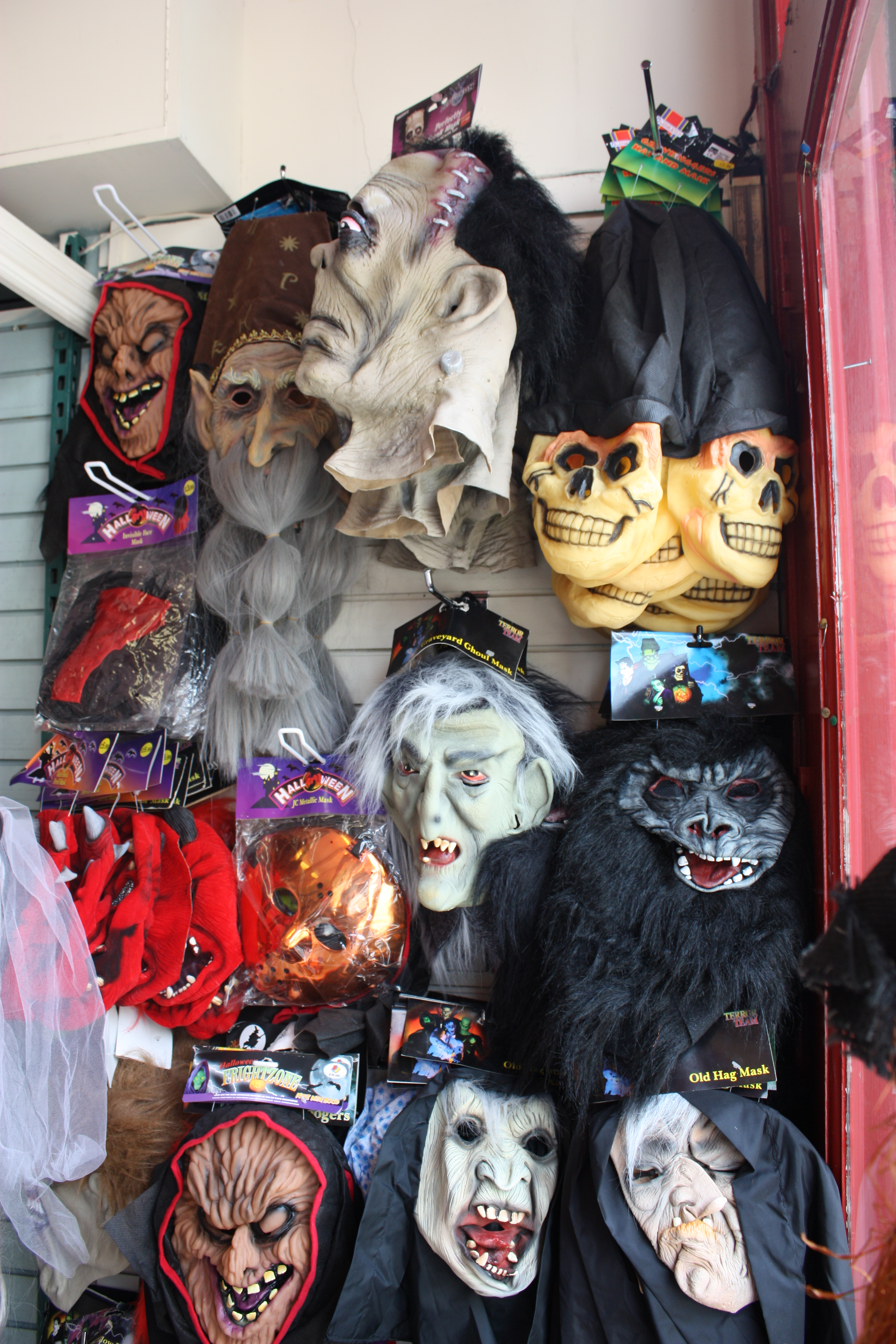
北アイルランド、ロンドンデリーのハロウィンショップ。ハロウィンの仮面は、アイルランドやスコットランドでは「false faces」と呼ばれている。

スコットランドやアイルランドでは、子供たちが仮装して家々を巡り、食べ物や硬貨、ハロウィンパーティのために用意されたリンゴやナッツ（最近はチョコレートも）を貰う「ガイジング（guising）」という風習がある。なお「ガイジング」は、子供たちの仮装（disguises）に由来する。スコットランド中西部方言では「ガロシャンズ（galoshans）」と呼ばれる。スコットランドでは、仮面か顔に色を塗ったり黒くした白装束の若者が家々を巡り、詩を歌い、ときには歓迎しなければ悪ふざけするぞと脅していた。
スコットランドでは16世紀から、しばしば新年の行事としてガイジングの記録が残っている。エルギンの長老派教会の小会の記録には1623年の正月に踊った男女の名前が書かれているが、6人の男が仮面とバイザーを着けて教会の敷地や家の庭で剣舞を行い、それぞれ40シリングを稼いだとある。また、1895年には、カブをくり抜いて作ったランタンを持ち仮装した人々が家々を訪れ、ケーキや果物、お金を貰った記録がある。
ハロウィンの仮面は、アイルランドやスコットランドでは「false faces」と呼ばれていた。ある作家は1890年にスコットランドのエアで仮装をする人々について書き残している：
I had mind it was Halloween . . . the wee callans were at it already, rinning aboot wi’ their fause-faces (false faces) on and their bits o’ turnip lanthrons (lanterns) in their haun (hand). 
ガイジングは金持ちの家に対しても行われ、1920年代、少年たちがハロウィンに、裕福な村のサウス・ラナークシャーのソーントンホールまでガイジングをやりに行っていた。ノース・エアシャーのアードロッサンで1950年代に行われたガイジングでは、ある子供が近所の家のドアをノックしてパフォーマンスを行い、12シリング6ペンスを貰ったとの記録がある。1960年代に北アイルランドのロンドンデリーで育ったガーディアン誌の記者マイケル・ブラッドレー（Michael Bradley）は、子供たちが「ナッツかリンゴはある？（Any nuts or apples?）」と尋ねていたことを回想している。スコットランドやアイルランドでは、子供たちが施しを貰えるのは、訪れた家でかくし芸を行ったときのみとされる。たいていは、子供たちが出かける前に暗記した歌を歌ったり、ジョークを言ったり、面白い詩を詠んだりした。ハロウィンに仮装して家々を巡るのは続いていたが、北米の「トリック・オア・トリート」が一般的になるのは2000年代になってからである。

### 北米でのガイジング

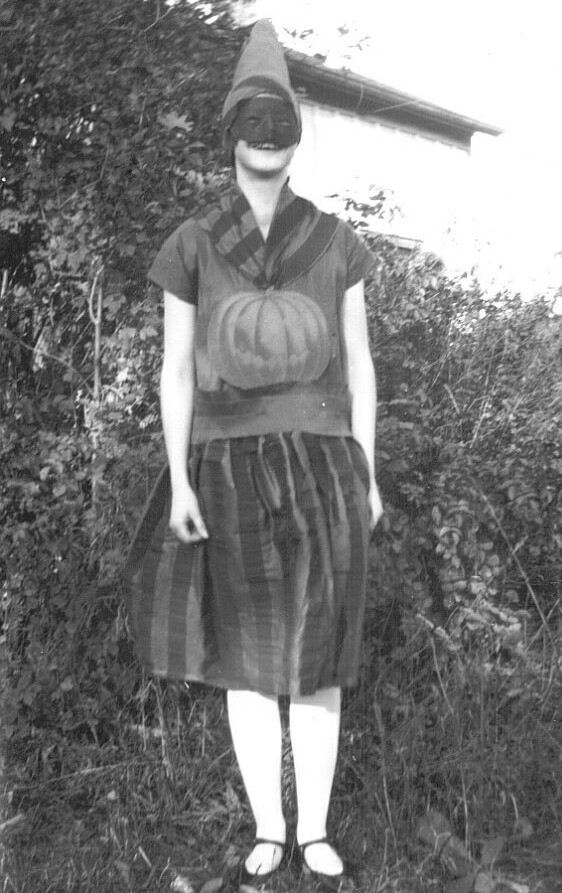
スコットランドの風習であるガイジングの北米での最も古い記録があるカナダ・オンタリオ州で、ハロウィンの衣装を着た少女。1928年。

北米でハロウィンにガイジングが行われた最も古い記録は、1911年、カナダ・オンタリオ州キングストンの新聞が子供たちが近所をガイジングして回ったと報じたものである
。続いて1915年に場所は不明であるがハロウィンに行われた物乞いの儀式（ritual begging）、3番目に1920年のシカゴでの記録がある。
アメリカの歴史家で作家のルース・エドナ・ケリーは、アメリカの祝祭日の歴史に関し書かれた最初の本『The Book of Hallowe'en』（1919年）の「Hallowe'en in America」章でソウリングについて、こう書いている：「The taste in Hallowe'en festivities now is to study old traditions, and hold a Scotch party, using Burn's poem Hallowe'en as a guide; or to go a-souling as the English used. In short, no custom that was once honored at Hallowe'en is out of fashion now.」。また、ケリーは大西洋を越えてきた慣習について、「Americans have fostered them, and are making this an occasion something like what it must have been in its best days overseas. All Hallowe'en customs in the United States are borrowed directly or adapted from those of other countries.」と書いている。

### 「トリック・オア・トリート！」の出現
お菓子やキャンディーをせがむ「トリック・オア・トリート！」の掛け声は、本来、また今でもたまに、せがまれてもお菓子や他の施しをあげない人に対して、いたずらや悪ふざけをするという意味合いがあるが、カナダ中部で生まれ、1930年代にアメリカの北部や西部に、1940年代から1950年代初期にかけてアメリカ中に広まった。当初は異なる表記もされ、例えば「トリックス・オア・トリーツ（tricks or treats）」はオンタリオ州スーセントマリーの新聞The Sault Starの1917年の記事に用例がある。
Almost everywhere you went last night, particularly in the early part of the evening, you would meet gangs of youngsters out to celebrate.  Some of them would have adopted various forms of "camouflage" such as masks, or would appear in long trousers and big hats or with long skirts.  But others again didn't. . . . "Tricks or treats" you could hear the gangs call out, and if the householder passed out the "coin" for the "treats" his establishment would be immune from attack until another gang came along that knew not of or had no part in the agreement.
1917年に最初の使用例があったことを発見した語源研究家のバリー・ポピクによれば、1921年のオンタリオ州チャッツワースで「トリック・オア・ア・トリート（trick or a treat）」、1922年のアルバータ州エドモントンで「トリート・アップ・オア・トリックス（treat up or tricks）」と「トリート・オア・トリックス（treat or tricks）」、1924年のアルバータ州ペンホールドで「トリート・オア・トリック（treat or trick）」の例があった。「トリート・オア・トリート」はスーセントマリーの新聞に載った翌日に初登場し、現在一般的となっているが、1966年のテレビ番組『ハロウィンだよ、チャーリー・ブラウン』でも未だに「トリックス・オア・トリーツ（tricks or treats）」が使われていた。
20世紀初頭から1920年代にかけて作られた多数のハロウィンカードには、たいてい子供が描かれていたが、トリック・オア・トリートは描かれていなかった。3000枚を超えるハロウィンカードのビンテージコレクションの編集者は、「トリック・オア・トリートや玄関の前にいる仮装した子供たちのカードがあるが、我々に言えるのは、1920年代以降、おそらく1930年代に印刷されたということである。初期のカードには様々なトリックスターが描かれているが、彼らをなだめているものはない。」と記している。
トリック・オア・トリートが広く知られるようになったのは1930年代に入ってからのことで、アメリカでの初出は1932年、1939年に全国的な出版物に初登場した。

### アメリカ中に広まる
1940年以前はほぼ、「トリック・オア・トリート」はアメリカとカナダだけしか広まっていなかった。第二次世界大戦が終わり、1942年4月から1947年6月まで続いた砂糖の配給が終了すると、トリック・オア・トリートはアメリカ中に広まった。

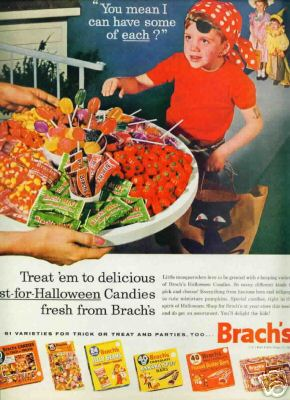
1962年の雑誌広告

アメリカ中でトリック・オア・トリートが注目を浴びるようになるきっかけには、子供雑誌の『Jack and Jill』や『Children's Activities』の1947年10月号のほか、1946年のラジオ番組『The Baby Snooks Show』や1948年の『ジャック・ベニー』と『陽気なネルソン』のハロウィン回があった。1951年にはコミックの『Peanuts』、1952年にはディズニー映画の『ドナルドの魔法使い』や『陽気なネルソン』のテレビドラマ版で、1967年には『奥さまは魔女』でトリック・オア・トリートが描かれた。
よく知られているハロウィンの歴史で、大人がミスチーフナイトの破壊行為とハロウィンを切り離すためトリック・オア・トリートを作ったというものがあるが、この根拠となる記録はほとんどない。アイオワ州デモインが、犯罪を減らすためトリック・オア・トリートを行った記録があると知られている唯一の地域である。他の地域では、1930年代半ばから1950年代半ばにかけて新聞で報じられたように、大人は決まってトリック・オア・トリートを恐喝の一種とみなし、困惑から怒りまで幅広い反応を示した。同様に子供たちは、ラジオ番組で描かれたように、大人にトリック・オア・トリートとは何かを説明しなければならなかったが、その逆は無かった。子供たちが抗議を行ったこともあり、1948年のハロウィンには、ニューヨークのマディソンスクエアボーイズクラブ（Madison Square Boys Club）のメンバーが、「アメリカの少年は物乞いをしない」と書いたプラカードを掲げた。全米菓子協会は、2005年にアメリカの大人の80パーセントがトリック・オア・トリートでお菓子をあげる予定であり、また、子供やティーンエージャー、ヤングアダルトの93パーセントが、トリック・オア・トリートを行うか、他のハロウィンイベントに参加するとの調査結果を出している。
トリック・オア・トリートが始まった頃はリンゴやナッツ、ポップコーンボールや手作りキャンディが渡されたが、第二次世界大戦後には手間のかからない個包装のお菓子が中心となった。ハロウィンの定番であるキャンディコーンに加えてチョコレートの人気が高まり、2000年代後半にはバレンタインデーやイースターを超えて、ハロウィンが一年で一番チョコレートが売れる祝祭日となった。
持ち物も、かつては紙で作ったジャック・オー・ランタンを持ち歩いたとみられるが、1950年頃には食品雑貨販売業者が商標入りのトリック・オア・トリート用バッグを作り始めた。そしてジャック・オー・ランタンの形をしたトリック・オア・トリート用バッグとノイズメーカーが人気のアイテムとなった。

### イギリスやアイルランドでの広まり
トリック・オア・トリートはソウリングやガイジングを元に生まれたにもかかわらず、イギリスやアイルランドにおいて、玄関の前で「トリック・オア・トリート」と言うのは、映画「E.T.」を通じて認知度が高まる1980年代まで一般的ではなかった。ガイジングは冗談交じりの脅しなしに歌や詩を歌いながら家々を巡るもので、BBCのジャーナリストによれば、1980年代に「トリック・オア・トリート」は未だ風変わりで受け入れがたい海外の風習と思われており、「お祭りのイタドリ（The Japanese knotweed of festivals）」や「威嚇しながらの要求（making demands with menaces）」と表現している。

## ルール

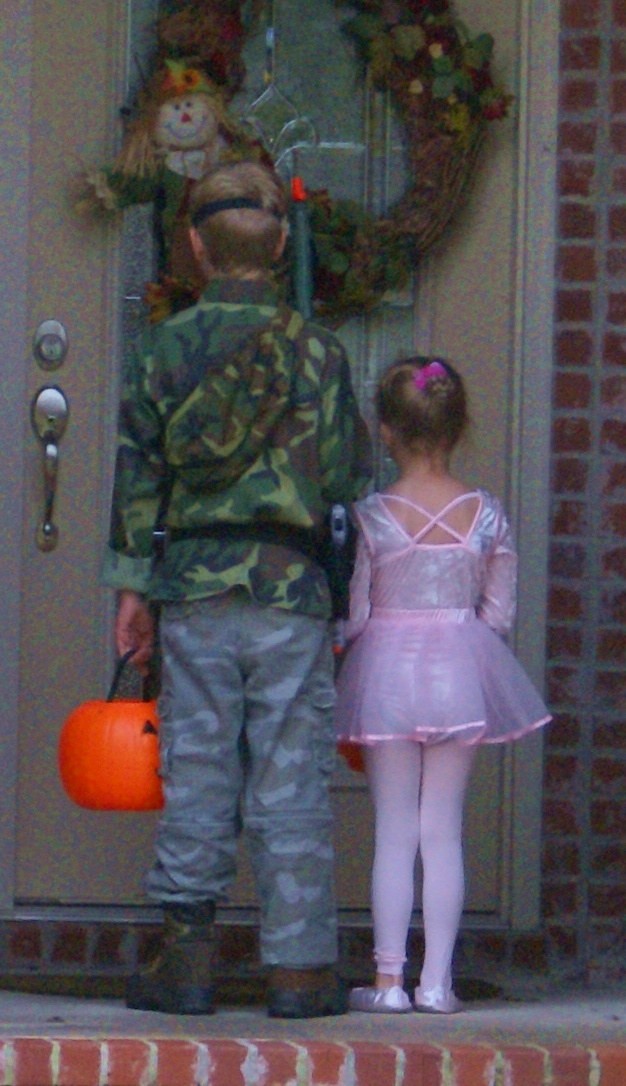
アメリカ合衆国アーカンソー州のハロウィンでトリック・オア・トリートを行う子供

トリック・オア・トリートは通常、10月31日の夕暮れに始まる。地域によっては他の日に行うところもある。
トリック・オア・トリートは、行われている大半の地域で子供の行事と見なされている。アメリカでは12歳より上の者がトリック・オア・トリートを行うことを禁止している地域もある。

## バリエーション

### トランク・オア・トリート

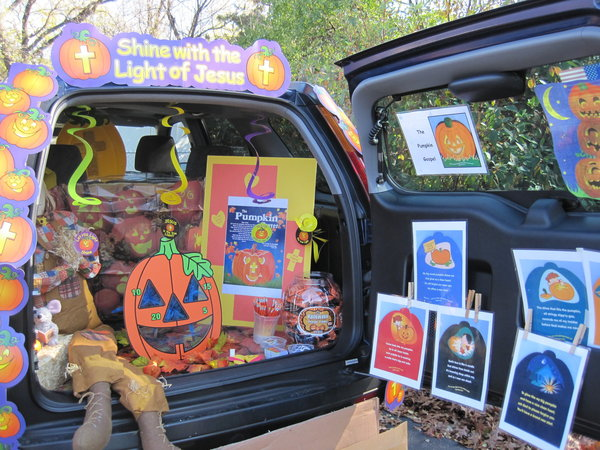
イリノイ州ダリアンの聖ヨハネルーテル教会と保育学校が行ったトランク・オア・トリート

アメリカやカナダでは、いくつかの団体がハロウィン（または、その前日や数日後、週末などに）に自動車を使った「トランク・オア・トリート（trunk-or-treat）」を行っている。トランク・オア・トリートは、駐車場や学校、教会に停めた自動車で行うもので、自動車のトランクを開けて、キャンディやゲーム、装飾などを並べる。親たちはトランク・オア・トリートを、危険ではないトリック・オア・トリートとみなしている。
このイベントは、1990年半ばにトリック・オア・トリートに代わる「フォール・フェスティバル」として始まり、20年後にトランク・オア・トリートになった。より地域を挙げたものとなるよう、都市やコミュニティ主催のトランク・オア・トリートが呼びかけられている。2006年までにトランク・オア・トリートは、ますます人気になっていた。

### 中欧
フランドルやオランダの一部地域、ドイツ、スイス、オーストリアの大部分では、ビートや紙で作ったランタンを手にした子供たちが、聖マルティヌスの日（11月11日）に 聖マルティヌスの歌を歌いながら家々を訪れ、施しを貰う風習がある。
また、ドイツ北部やデンマーク南部では、仮装した子供たちが大みそかにトリック・オア・トリートを行う「Rummelpott」の風習がある。

## チャリティーのためのトリック・オア・トリート
UNICEFは1953年から、トリック・オア・トリートを通じて子供たち向けの募金活動「Trick-or-Treat for UNICEF」を行っており、この参加者はドアの前で「UNISEFのためにトリック・オア・トリート！（Trick-or-treat for UNICEF!）」と叫ぶ。
そのほかカナダでは、仮装した高校生や大学生がトリック・オア・トリートの形で地域のフードバンクのための募金活動を行っており、「トリック・オア・イート（Trick-or-Eat）」とも呼ばれている。